# 馬利尼夫卡 (別爾江斯克區)
47°3′7″N 36°44′6″E / 47.05194°N 36.73500°E
馬利尼夫卡（烏克蘭語：Малинівка）是位於烏克蘭東南部的村莊，由扎波羅熱州別爾江斯克區的貝雷斯托韋市鎮負責管轄。該村始建於1812年，面積1.1平方公里，海拔高度100米，2001年人口135，人口密度每平方公里122.4人。